# Stéphane Diagana
Stéphane Diagana (ur. 23 lipca 1969 w Saint-Affrique) – francuski lekkoatleta odnoszący największe sukcesy w biegach na 400 m przez płotki. Zdobył w tej konkurencji trzy medale mistrzostw świata: brązowy (MŚ 1995), złoty (MŚ 1997) i srebrny (MŚ 1999). Był również mistrzem Europy w 2002, ponadto podczas mistrzostw świata w Paryżu w 2003 wraz z Lesliem Djhone’em, Namanem Keïtą i Markiem Raquilem zdobył złoty medal w sztafecie 4 × 400 m ustanawiając do dziś aktualny rekord Francji (2:58,96). Rok wcześniej razem z mało znanymi kolegami z reprezentacji zdobył srebro na halowych mistrzostwach Europy w lekkoatletyce rozegranych w Wiedniu. Podczas igrzysk w Barcelonie (1992) zajął 4 miejsce w biegu na 400 metrów przez płotki. W 1993 zwyciężył w Superlidze Pucharu Europy.
Stéphane Diagana zakończył karierę w 2004.

## Rekordy życiowe
- bieg na 400 m przez płotki – 47,37 (1995) – do 2019 rekord Europy, najlepszy wynik na świecie w 1995
- bieg na 400 m (hala) – 46,02 (1992)